# ジェイコム福岡
株式会社ジェイコム福岡（ジェイコムふくおか）は、かつて福岡県福岡市中央区に本社を置いていた、株式会社ジュピターテレコム（J:COM）連結子会社のケーブルテレビ局である。福岡市とその近郊でサービスを行っていた。
旧商号は福岡ケーブルネットワーク株式会社（Fukuoka Cable Network Co.,Ltd.）でJ:COMの持分法適用会社であった。2008年8月25日に、J:COMが出資比率を引き上げ（45%から63.5%）連結子会社化した上で、2008年9月1日に、ケーブルビジョン21を吸収合併、同時に商号を株式会社ジェイコム福岡に変更した。
そして、2011年1月1日にジェイコム北九州と合併し、ジェイコム九州となった。ジェイコム北九州を存続会社としたため会社は消滅したが、旧本社屋をジェイコム九州の本社として使用する。なお、旧サービスエリアにおいてJ:COM 福岡のブランド名を引き続き使用する。

## サービスエリア
いずれも福岡県
- 福岡市
  - 東区
  - 博多区
  - 早良区
  - 西区
  - 中央区
  - 南区
  - 城南区
- 筑紫野市の一部（グリーンヒルズ二日市天拝坂）
- 古賀市の一部（舞の里）
- 糸島市の一部（ハートタウン前原南風台）
- 福津市旧福間町の一部（千鳥パークタウン）
- 糟屋郡新宮町の一部（湊坂1丁目～6丁目）
- 糟屋郡篠栗町の一部（ベンタナヒルズ篠栗）

## 主な放送チャンネル

### 注意事項
- アナログ放送の再送信は遅くとも2011年途中で終了し、以後は2014年度いっぱいまで「デジ→アナ変換」によるデジタル放送の救済再送信となる。なおアナログは加入申し込み自体既に終了。
- STBチャンネルについても、スカパー!HD化の影響もあってHD化に伴う番号変更が実施されている。
- ここに記載されていないチャンネルについてはジュピターテレコムの項を参照。地上波以外のチャンネルについては地域により異なる点があるものの、基本的に全国一律運用となっており、チャンネル番号の変更も全国一斉かつ頻繁に実施されているため。ジェイコム福岡は北九州よりも後でジュピターテレコムグループ入りしたが、地上波以外は基本的に地域特例が無い。

### 地上波テレビ局など
| デジタル | アナログ | 放送局             |
| -------- | -------- | ------------------ |
| D011(1)  | 1        | 九州朝日放送       |
| D021(2)  | 6        | NHK福岡教育        |
| D031(3)  | 3        | NHK福岡総合        |
| D041(4)  | 4        | RKB毎日放送        |
| D051(5)  | 12       | 福岡放送           |
| D071(7)  | 10       | TVQ九州放送        |
| D081(8)  | 9        | テレビ西日本       |
| D111(11) | 5        | J:COMチャンネル    |
| ×        | 55       | 福岡競艇チャンネル |

### FMラジオ局
- 混信障害等防止のためパススルー方式ではなく、基本的に放送波＋600kHzの周波数で再送信している。一部例外あり。
- 天神FMは九州国際エフエム社からLOVE FM事業を継承し、マスメディア集中排除原則によりコミュニティFM局は廃局となった。

| MHz  | MHz    | 放送局                     | 備考                                                             |
| 電波 | 再送信 | 放送局                     | 備考                                                             |
| ---- | ------ | -------------------------- | ---------------------------------------------------------------- |
| 76.1 | 83.0   | LOVE FM                    |                                                                  |
| 77.7 | 78.3   | 天神FM（コミュニティ放送） | 2011年1月1日0時をもって放送終了                                  |
| 78.7 | 79.3   | CROSS FM                   |                                                                  |
| 80.7 | 81.3   | FM FUKUOKA                 |                                                                  |
| 84.8 | 85.4   | NHK福岡FM                  |                                                                  |
| ×    | 84.1   | 放送大学FM                 | 九州では地上波放送を実施しておらず、 スカパー!による放送を再送信 |